# Stompe haarmuts
Stompe haarmuts (Orthotrichum obtusifolium) is een soort uit het geslacht haarmuts (Orthotrichum).

## Determinatie

### Uiterlijke kenmerken
Stompe haarmuts vormt losse, onregelmatige en gemakkelijk uiteenvallende, geelachtige tot bruingroene, bruine kussens of grasvelden van 0,5 tot 1,5 centimeter hoog. De bladeren zijn tot 2 millimeter lang en droog, nauwsluitend als dakpannen, uitsteken als ze vochtig zijn en naar achteren gebogen, aflopend op de stengel, ovaal tot langwerpig elliptisch, hol en met een rand die slechts licht gebogen is naar de punt toe. De dunne bladnerf eindigt voor de afgeronde bladpunt. Door de eivormige bladen met afgeronde toppen en de overvloedige productie van broedkorrels, is het een gemakkelijk herkenbare haarmuts.

De ovale sporenkapsels zijn meestal geheel in de bladeren verzonken, 8-gerimpeld, met faneroporeuze huidmondjes op een rij in het midden van het kapsel. De seta is erg kort, tot 0,5 millimeter lang, de klokvormige calyptra kaal of bedekt met slechts enkele haren. De rijpheid van de sporen is in mei.
De mossoort is tweehuizig. Kapseling vindt zelden plaats. Voortplanting is overwegend vegetatief door bladgeboren broedlichaampjes.

### Microscopische kenmerken
De bladcellen zijn rechthoekig en glad aan de bladbasis nabij de bladnerf, ongeveer 8–15 bij 30–50 µm groot, korter tot vierkant naar de randen toe. Boven de basis van het blad zijn de bladcellen ovaal tot rond, dikwandig, ongeveer 15–18 µm groot en hebben aan beide zijden een grote papil. De sporen zijn ongeveer 18–22 µm groot en hebben fijne wratten

## Ecologie
Stompe haarmuts groeit op bomen met een rijke schors, in open bossen, struwelen en op vrijstaande bomen, soms zelfs in steden. In vlierstruwelen kan de soort talrijk aanwezig zijn. 

### Syntaxonomie
In de syntaxonomie geldt stompe haarmuts als kensoort voor de boomsterretje-associatie.

## Verspreiding
In Europa komt hij voor van de vlakten tot onder de boomgrens, is alomtegenwoordig maar niet algemeen. Behalve in Europa komt hij ook voor in Azië en Noord-Amerika.
In Nederland is stompe haarmuts zeldzaam. Onduidelijk is waarom de soort vooral in het zuiden van het land wordt aangetroffen. 

## Fotogalerij

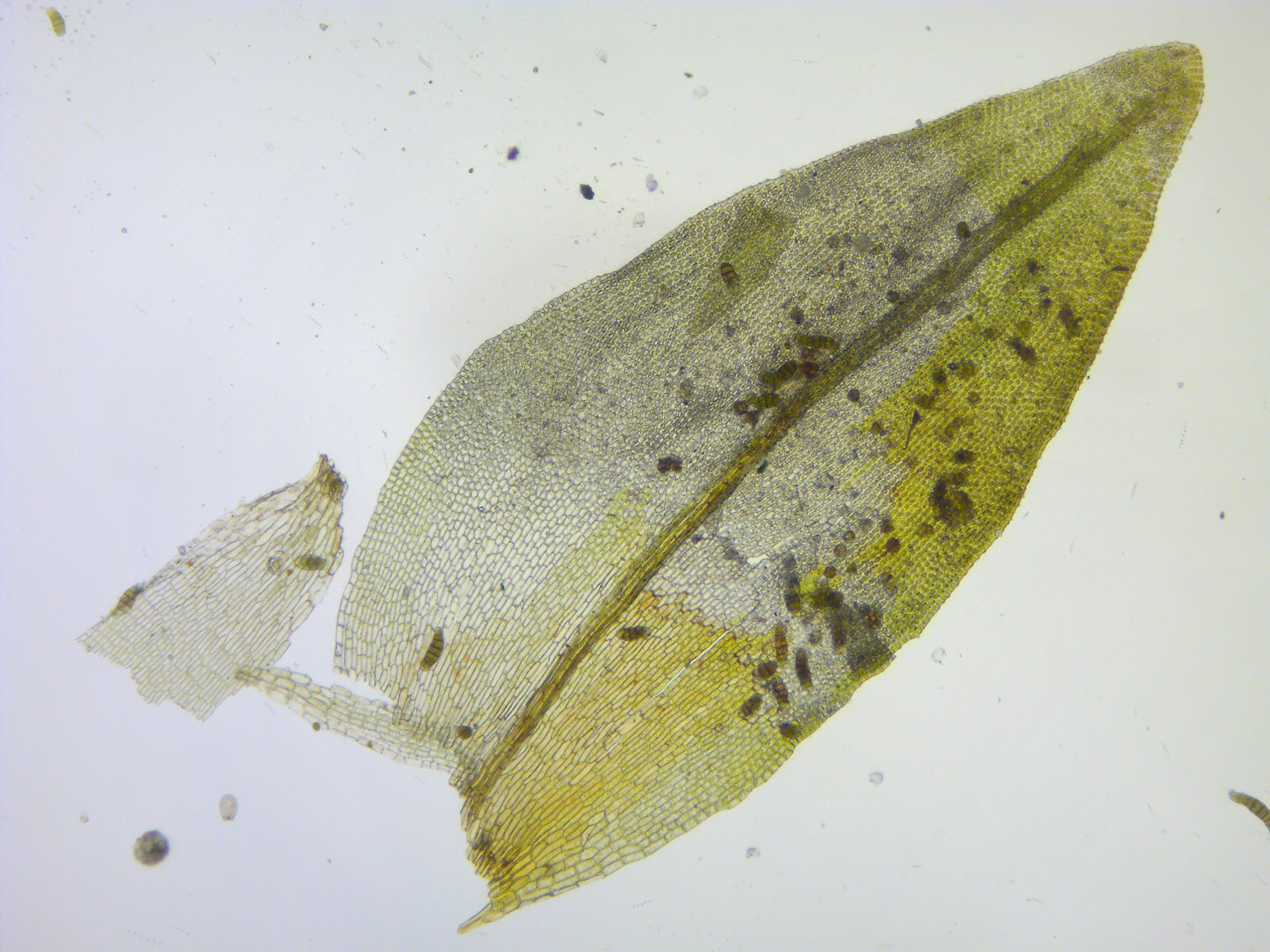
Blad
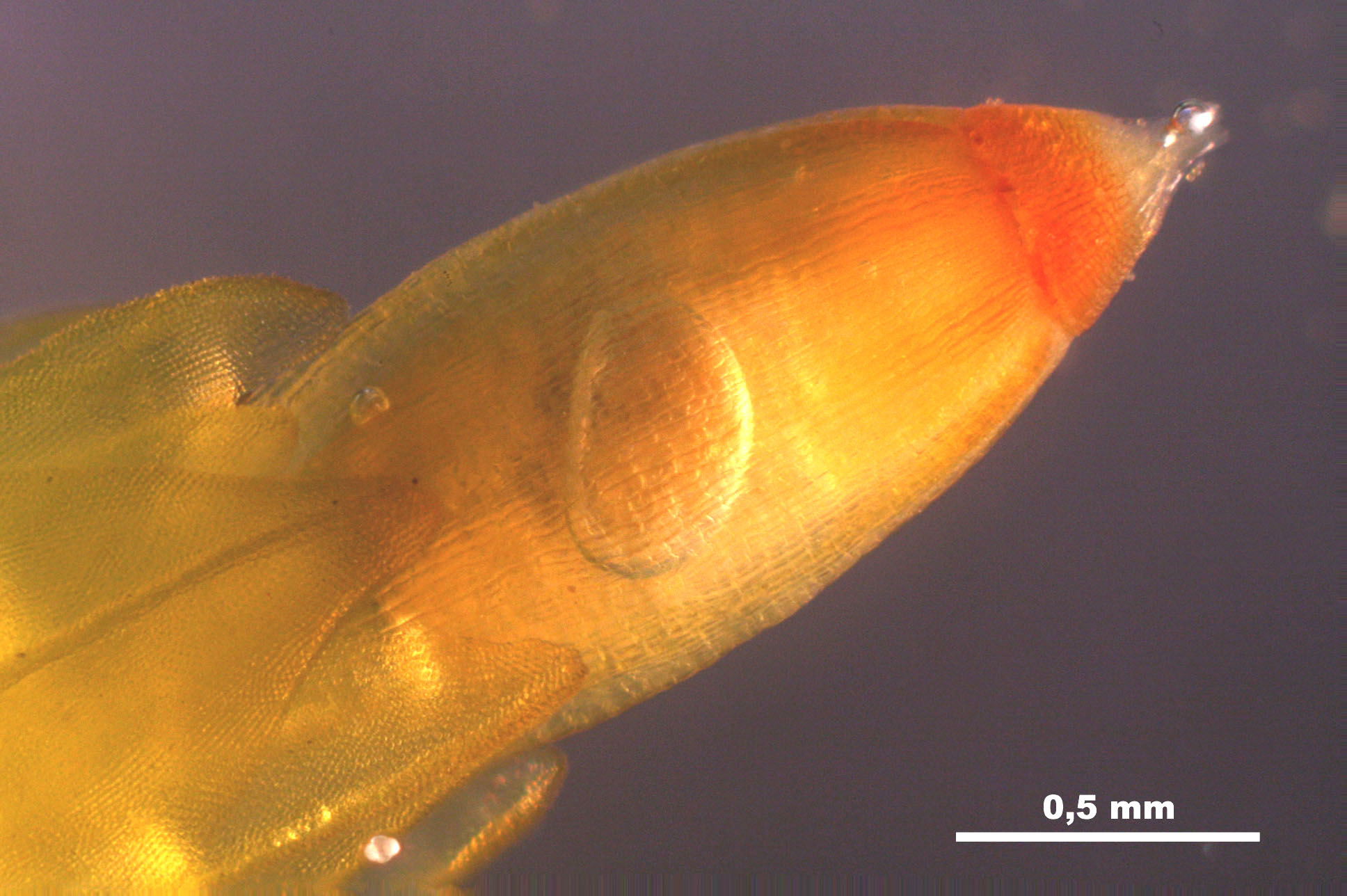
Sporenkapsel
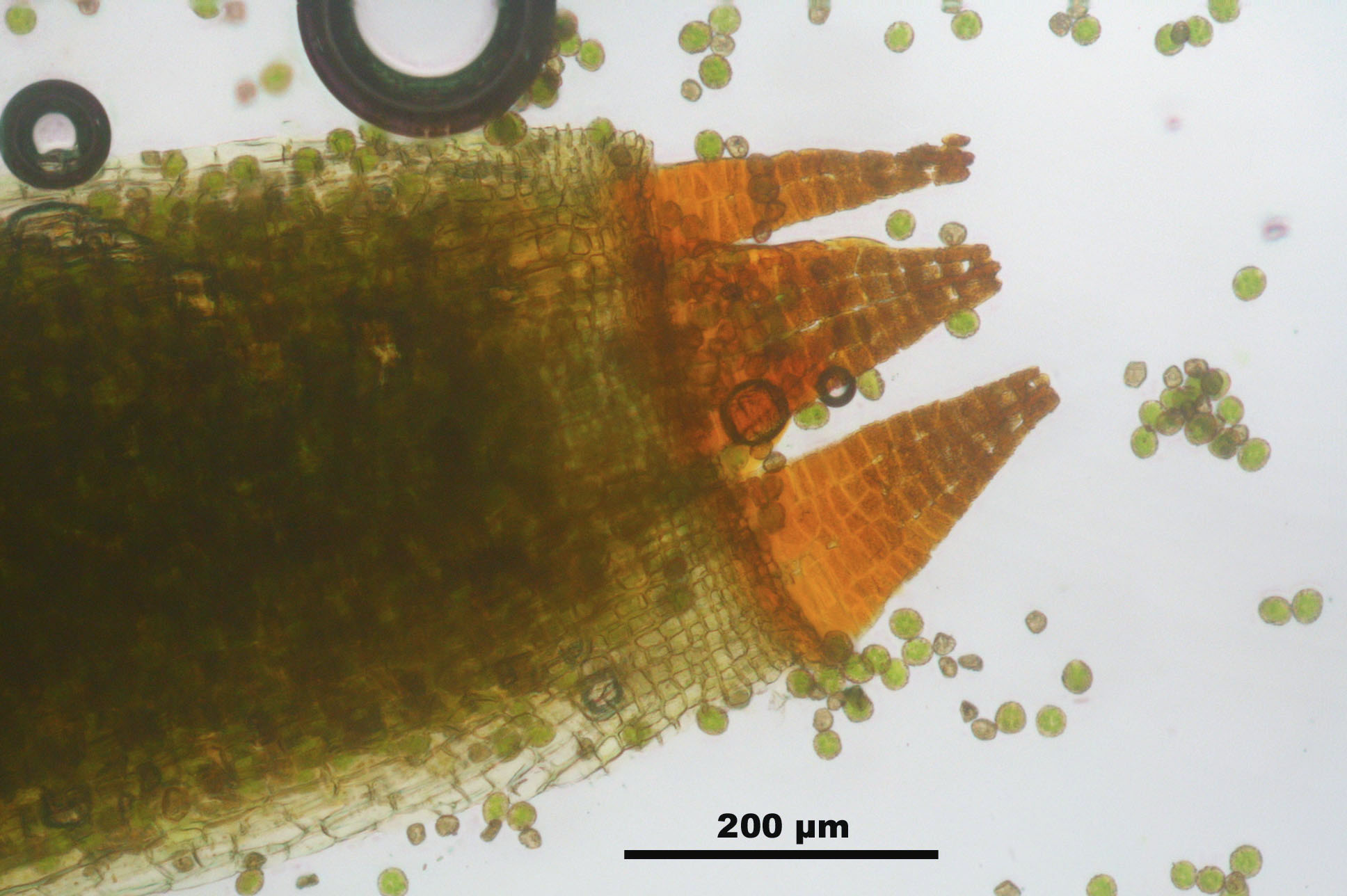
Peristoom met tanden
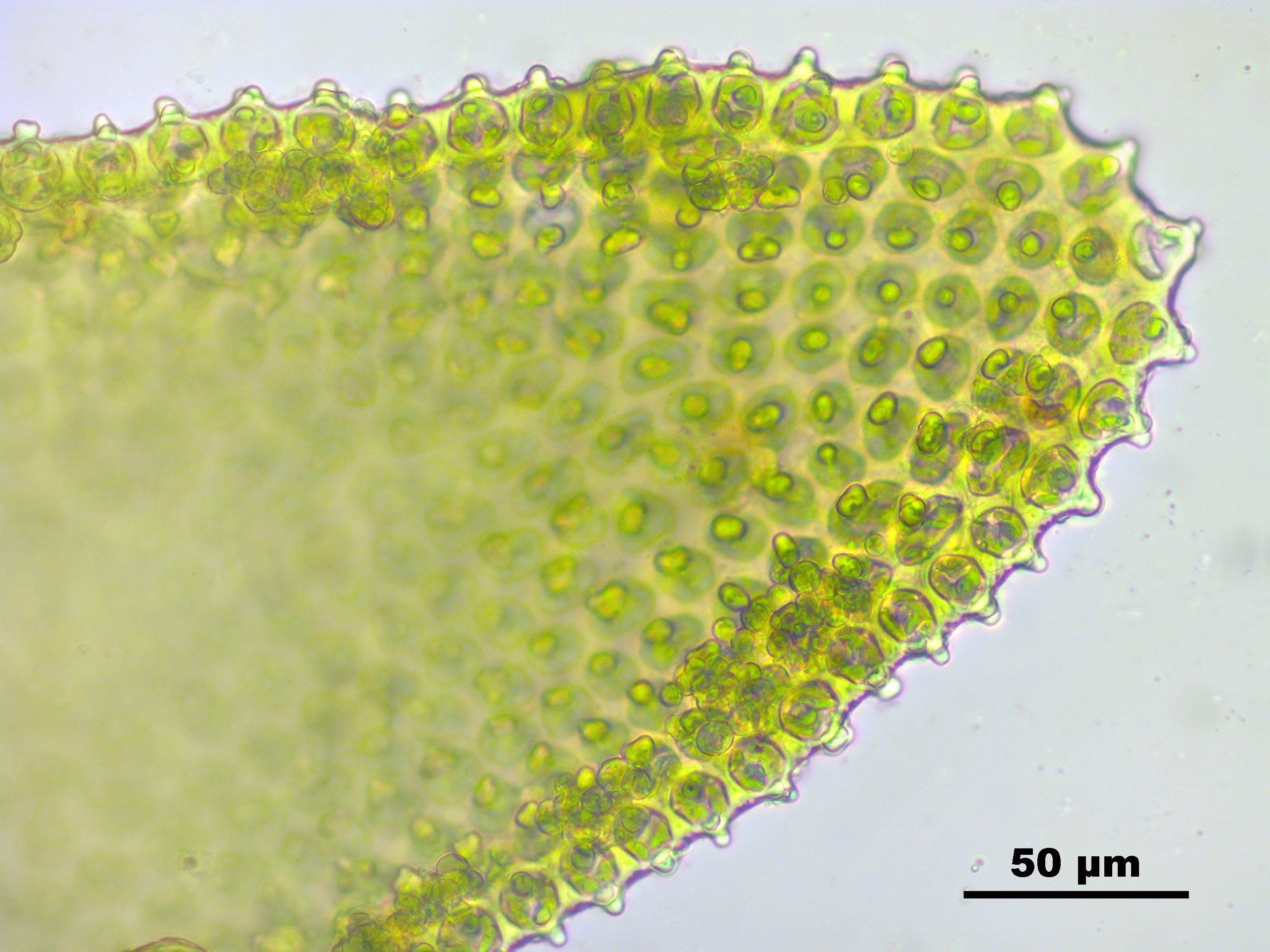
Bladcellen
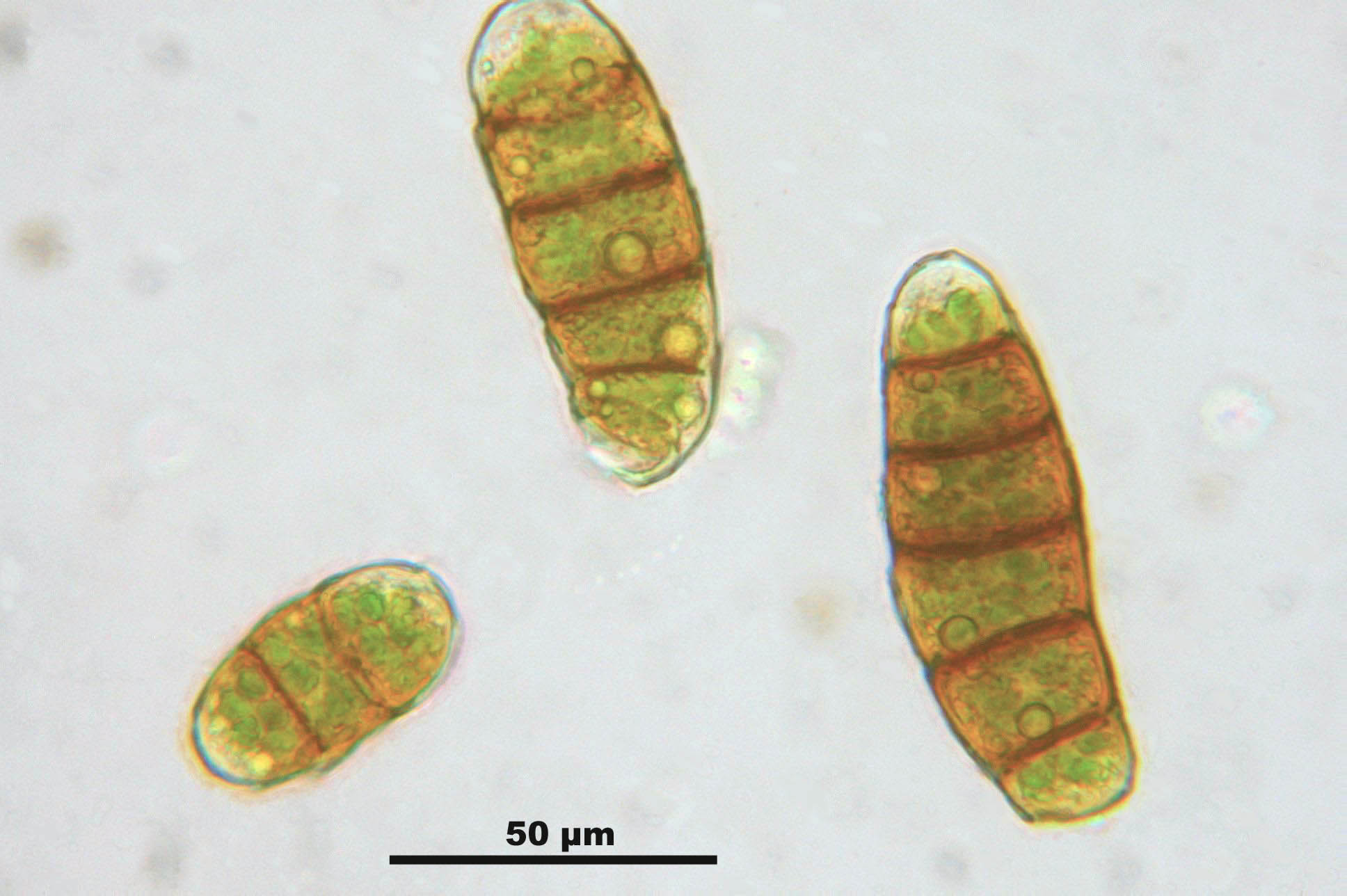
Broedlichamen
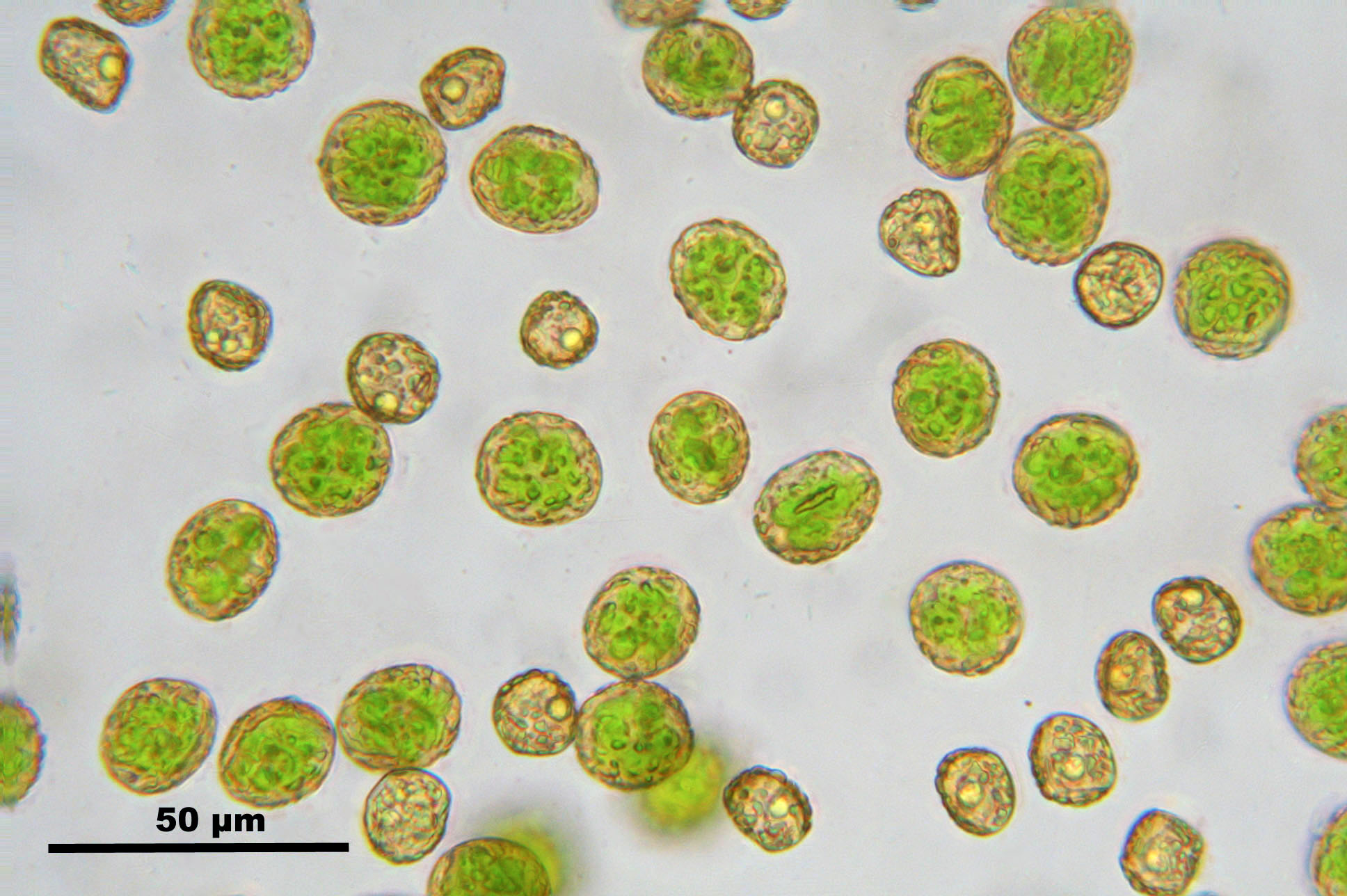
Sporen